# Regentschaft über das Herzogtum Braunschweig

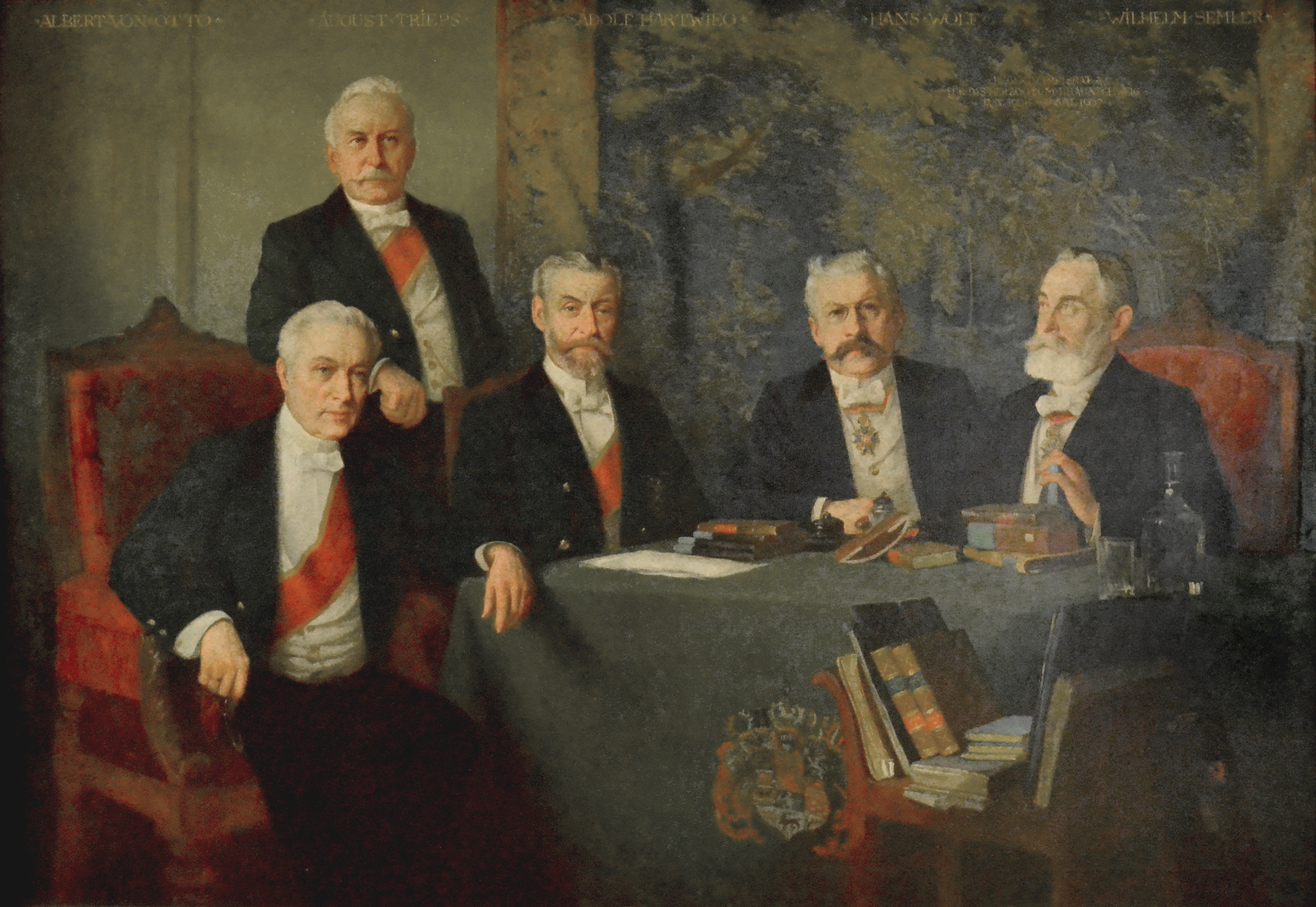
Regentschaftsrat: Gemälde von Moritz Röbbecke aus dem Jahre 1909. Abgebildet sind die Mitglieder des zweiten Regentschaftsrates (v. l. n. r.): Albert von Otto, August Trieps, Adolf Hartwieg, Hans Wolf und Wilhelm Semler.

Die Regentschaft über das Herzogtum Braunschweig bezeichnet einen Zeitraum zwischen 1884 und 1913, in dem das Herzogtum Braunschweig unter (preußischer) „Fremdherrschaft“ stand. Die Regentschaftsära begann mit dem Tode des Herzogs Wilhelms und endete mit dem Regierungsantritt des neuen Herzogs, Ernst August von Braunschweig, im Jahre 1913.
Den Anlass zur Einsetzung einer Regentschaft hatte der rechtmäßige Erbe Wilhelms, der exilierte Welfenprinz Ernst August von Hannover und Herzog von Cumberland, selbst geliefert: 1878 verlautbarte er, dass er sich nicht nur als braunschweigischen Prätendenten betrachte, sondern auch als einzig legitimen Erben des Königreichs Hannover, das 1866, nach dem Deutsch-Deutschen Krieg, von Preußen annektiert worden war. Für Reichskanzler Otto von Bismarck wurde er damit zum „Reichsfeind“, dem er, nach dem Tod des letzten Braunschweiger Herzogs, die Inthronisation und auch die Rückgabe des Welfenfonds verweigerte. Der daraus resultierende Konflikt belastete als sog. „Braunschweigische Frage“ bzw. „Welfenstreit“ oder auch „Welfenfrage“ jahrzehntelang die Reichspolitik.
Der Braunschweiger Regentschaftsrat, ein Staatsorgan des Herzogtums Braunschweig, führte 1884/85, nach dem Tode Herzog Wilhelms bis zum Amtsantritt des ersten Regenten, des preußischen Prinzen Albrecht, provisorisch die Regierung. Nach Albrechts Tod, 1906, übernahm der Regentschaftsrat erneut kurzzeitig die provisorische Regierungsgewalt. Von 1907 bis 1913 hatte schließlich Johann Albrecht, aus dem Hause Mecklenburg, die Regentschaft inne.
Regentschaft und Welfenstreit endeten erst 1913, als der Welfenprinz Ernst August, anlässlich seiner Verlobung mit der Preußenprinzessin Viktoria Luise seinem Schwiegervater, Kaiser Wilhelm II., einen Treueschwur leistete. Nach erfolgter Hochzeit, im Mai 1913, wurde Ernst August am 1. November 1913 offiziell als Herzog von Braunschweig inthronisiert. Vorher noch hatte sein Vater, Ernst August von Hannover, auf seine braunschweigischen Ansprüche verzichtet.

## Die braunschweigische Erbfolgefrage

### Die Vorgeschichte
Der Braunschweiger Herzog Karl II. floh nach 1830 nach einer Revolte ins Ausland. Auf dringenden Rat des preußischen Königs Friedrich Wilhelm III. begab sich Karls jüngerer Bruder Wilhelm nach Braunschweig. Gestützt auf eine widerrufliche Vollmacht seines Bruders übernahm er zunächst die provisorische Regierungsführung. Aufgrund eines Bundestagsdekrets wurde Wilhelm vorläufig mit der Regierung des Landes beauftragt. 1832 wurde Karl durch Familienbeschluss als der Regierung unfähig erklärt und Herzog Wilhelm als einzig legitimer Regent anerkannt. „Nur mit größtem Widerstreben fand sich Wilhelm bereit, die Regierung zu übernehmen, da ihm der offenkundige Bruch des legitimen Fürstenrechts als eine schwere Hypothek allzu riskant erschien.“
Der Bundestag, das oberste Organ des Deutschen Bundes, erklärte jedoch den Vorbehalt, dass hierdurch insbesondere die Rechte einer etwaigen Deszendenz Herzog Karls II. von Braunschweig unberührt blieben. Daher bestand für Karl somit die Möglichkeit, Vater eines ebenbürtigen Sohnes und Thronanwärters zu werden. Dies war weder im Interesse Wilhelms und der Braunschweiger Politik noch im Interesse der hannoverschen Welfenlinie. Da jedoch weder Karl (gestorben 1873) noch Wilhelm heiratete, vergrößerte sich im Lauf der Jahrzehnte die Wahrscheinlichkeit, dass es keinen Thronfolger geben und die Linie im Mannesstamme aussterben werde.
§ 14 der Neuen Landschaftordnung für das Herzogtum Braunschweig vom 12. Oktober 1832, der Landesverfassung, bestimmte für die Erbfolge des Herrschers:

„Die Regierung wird vererbt in dem fürstlichen Gesammthause Braunschweig-Lüneburg nach der Linealerbfolge und dem Rechte der Erstgeburt, und zwar zunächst in dem Mannsstamme aus rechtmäßiger, ebenbürtiger und hausgesetzlicher Ehe.
Erlischt der Mannsstamm des fürstlichen Gesammthauses, so geht die Regierung auf die weibliche Linie nach gleichen Grundsätzen über.“

Danach wäre beim Ableben Herzog Wilhelms die Thronfolge an den König von Hannover gefallen (sofern Karl nicht noch Vater eines ebenbürtigen Sohnes geworden wäre). Bereits Anfang der 1860er Jahre erschienen Publikationen, teils anonym, die sich mit der Frage einer Nachfolge Herzog Wilhelms befassten. Der Göttinger Rechtsgelehrte Heinrich Zachariä kritisierte deswegen 1862, es würden Fragen aufgeworfen, die sich nicht stellten. Bis in die jüngste Zeit, so Zachariä, wäre niemandem im Traume eingefallen, das „Successionsrecht der Krone Hannover“ in Frage zu stellen. In den erwähnten Schriften wurde dagegen das Thronfolgerecht des Hauses Hannover bestritten. In diesem Fall wäre stattdessen die Thronfolge auf einen von Braunschweig zu berufenden Monarchen übergegangen oder ein Anschluss an Preußen wäre möglich gewesen.
Die Höfe in Hannover und Braunschweig waren durch die zahlreichen Veröffentlichungen beunruhigt. Sie verabredeten 1862, in Verhandlungen über einen Erbfolgevertrag einzutreten. Im November dieses Jahres einigten sich König Georg V. und Herzog Wilhelm auf eine Personalunion, d. h. auf einen Fortbestand des Landes Braunschweig. Georgs Sohn Kronprinz Ernst August sollte die Würde eines Landesverwesers erhalten. Sie beschlossen einvernehmlich, „dass kein drittes Fürstenhaus mit irgendeiner Berechtigung sich in die Nachfolge Hannovers in Braunschweig einzumischen habe.“ Zwischenzeitlich versuchte der gestürzte ehemalige Herzog Karl aus dem Exil, seine vermeintlichen Rechte auf den Herzogsthron gegen eine sehr hohe Abfindung an den preußischen König abzutreten.
Im Deutschen Krieg hatte sich das Königreich Hannover auf die Seite Österreichs gestellt. Militärisch geschlagen, wurde Hannover 1866 von Preußen annektiert. Damit hatten sich die Chancen der hannoverschen Welfen auf die Übernahme des Braunschweiger Throns entscheidend verschlechtert. Preußen stand einer Übernahme des Braunschweiger Throns durch einen Angehörigen des Hauses Hannover ablehnend gegenüber. Da diese die Annexion durch Preußen nicht nur nicht anerkannten, sondern mit der Welfenlegion sogar eine militärische Rückeroberung ihres früheren Staatsgebietes planten, galten sie dem preußischen Ministerpräsidenten und Bundeskanzler des Norddeutschen Bundes Otto von Bismarck als „Reichsfeinde“. Zur Beruhigung der Braunschweiger Öffentlichkeit gab Preußen 1867 eine Bestandsgarantie für das Herzogtum Braunschweig ab und verwies darauf, dass sich alle Staaten des Norddeutschen Bundes gegenseitig die Souveränität garantiert hätten.
Nach der Gründung des Deutschen Reiches war die Stellung Preußens unter den deutschen Staaten und speziell die Bismarcks weiter gestärkt. Georg V. von Hannover hielt jedoch an seinem Anspruch auf Hannover fest; das Gleiche tat nach seinem Tod 1878 sein Sohn Ernst August, Herzog von Cumberland, der zugleich den Titel Herzog zu Braunschweig annahm.
Direkt oder indirekt an der Nachfolgefrage beteiligte Personen:

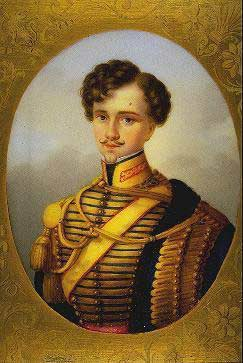
Herzog Karl II. von Braunschweig
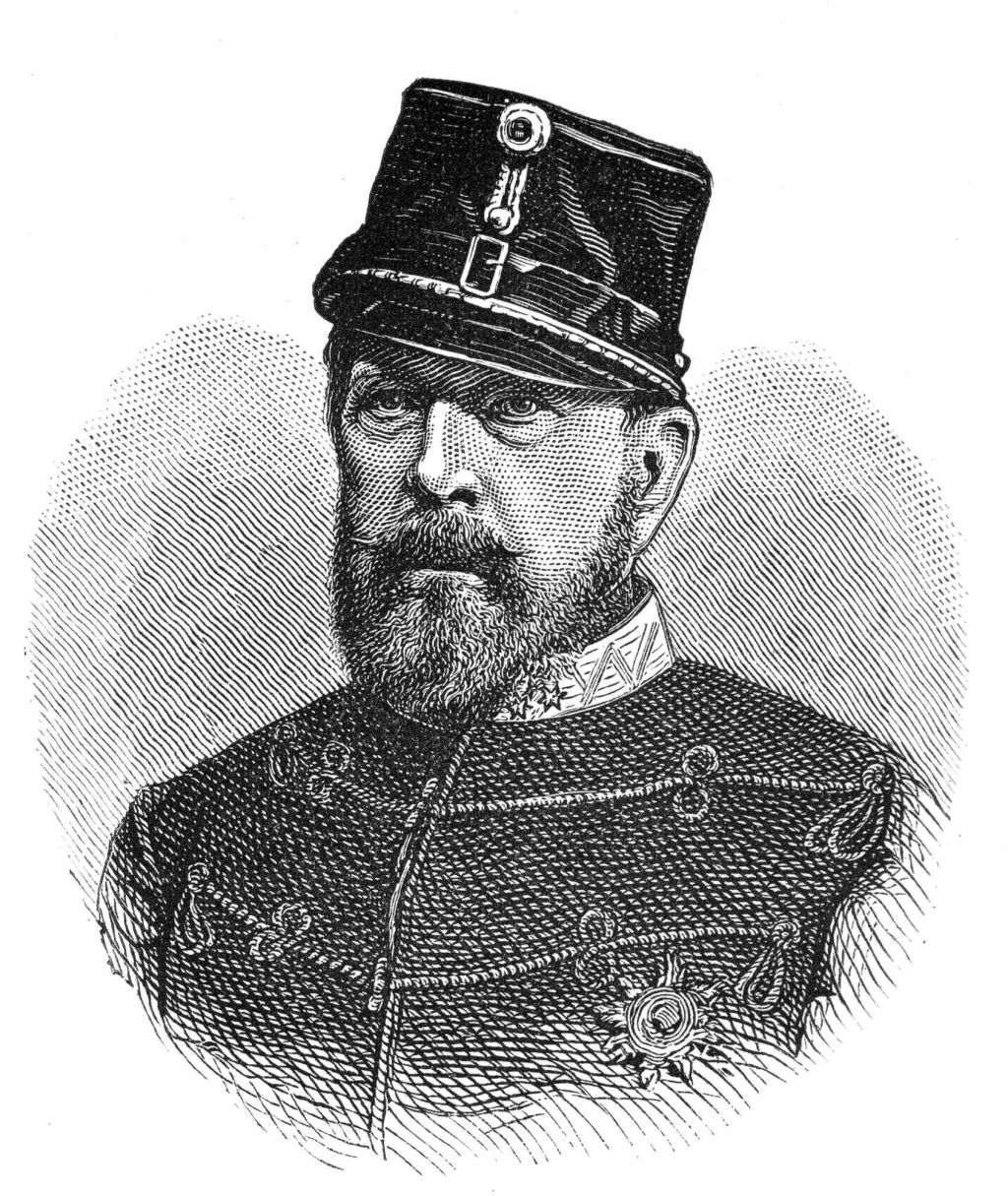
Herzog Wilhelm von Braunschweig
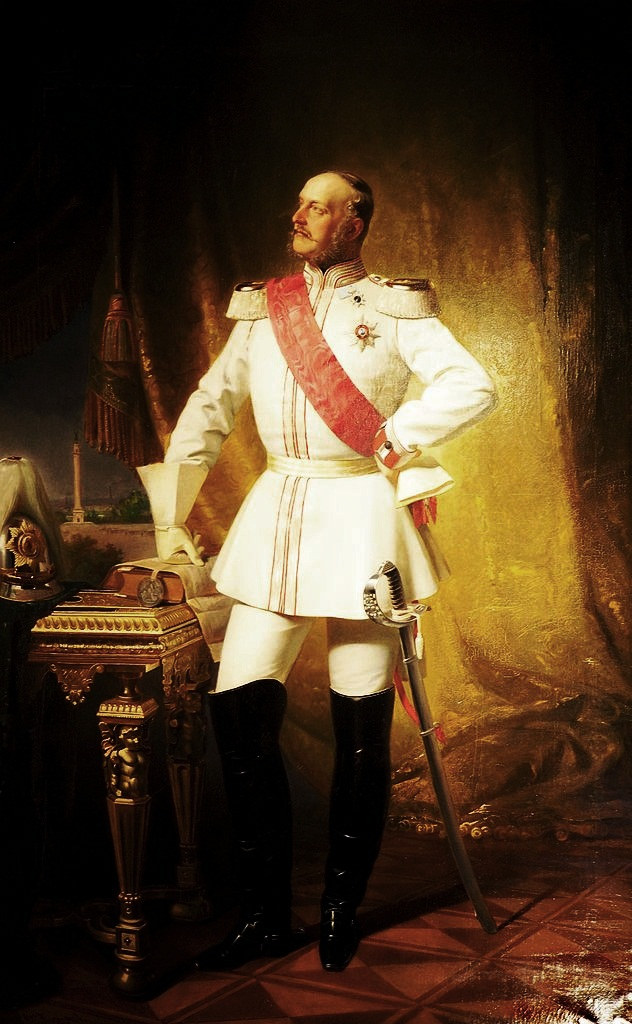
Georg V. von Hannover
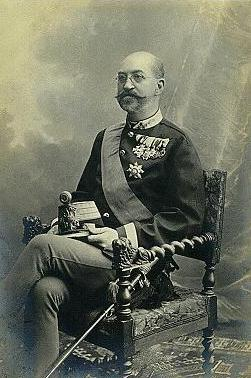
Ernst August, Kronprinz von Hannover, Herzog von Cumberland
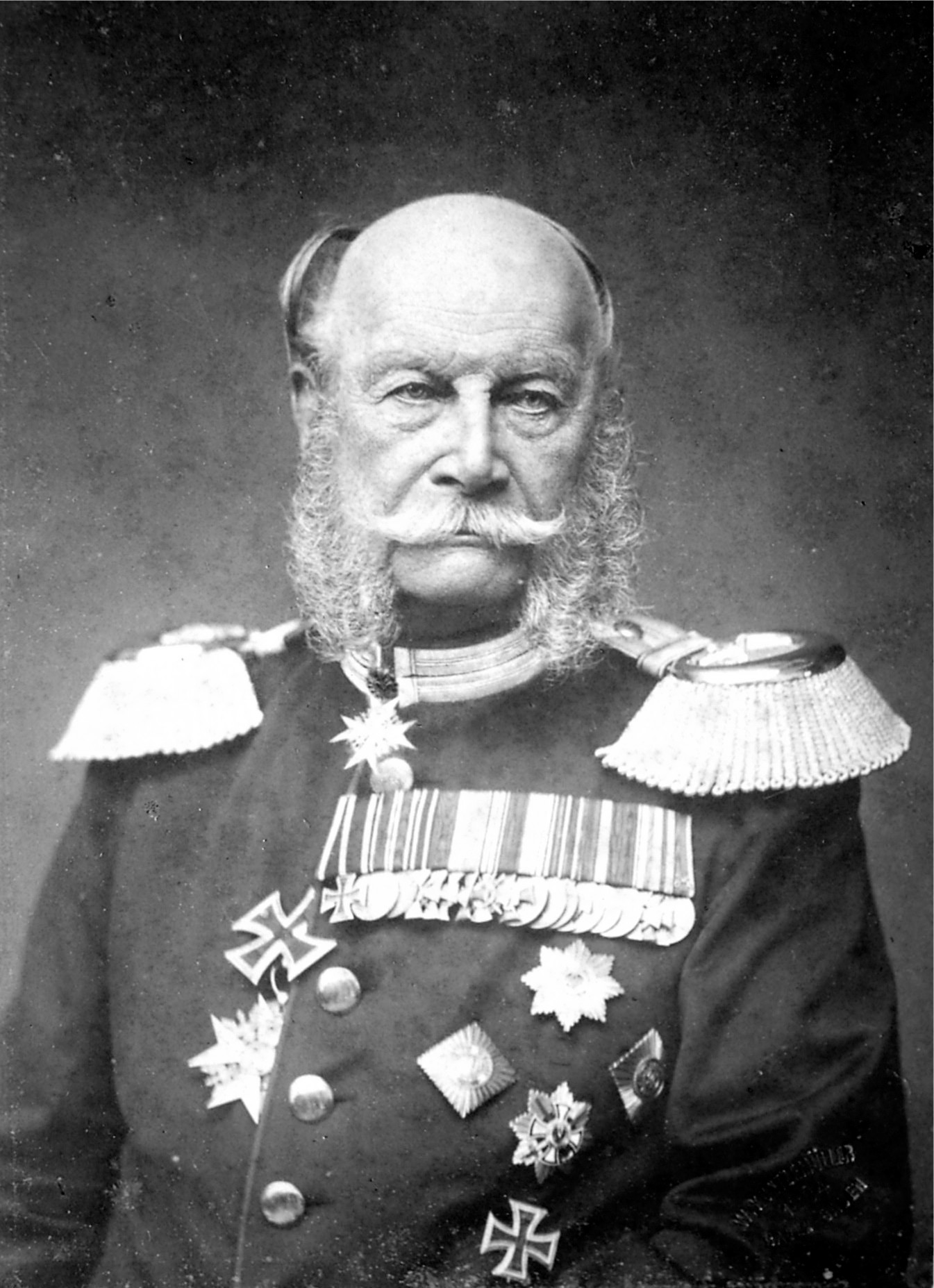
Kaiser Wilhelm I. (1884)
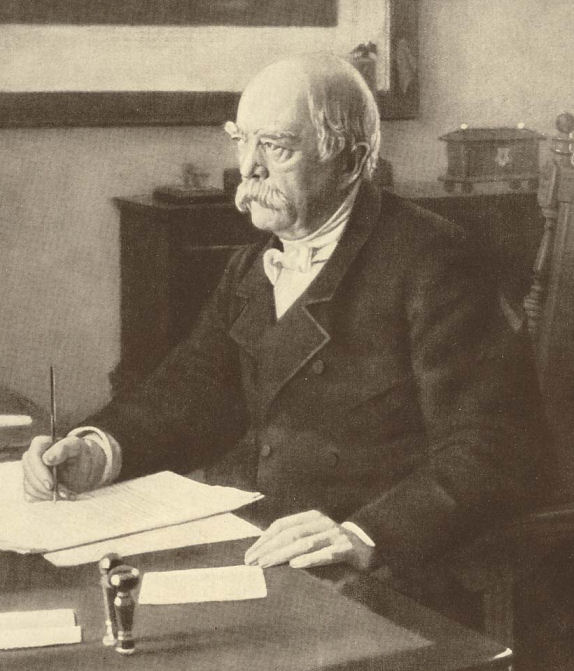
Otto von Bismarck, 1886
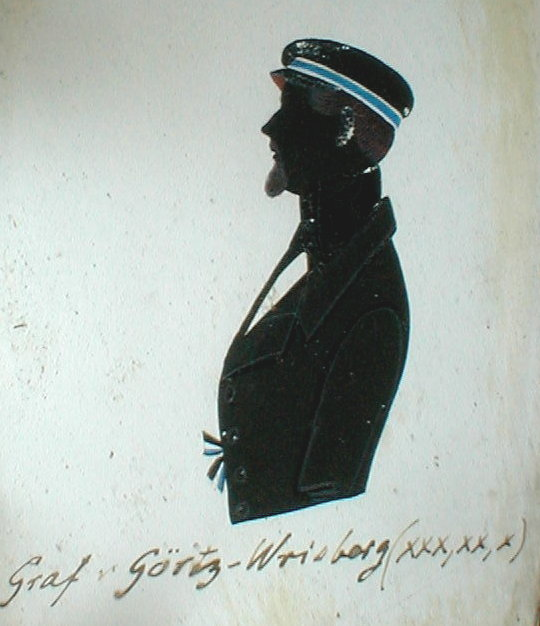
Hermann v. Görtz-Wrisberg als Göttinger Student um 1840

### Das Gesetzgebungsverfahren
Um die Unsicherheit über die Rechtslage zu beenden, verhandelten die Mitglieder der Braunschweigischen Landschaft 1873 über den Entwurf eines Regentschaftsgesetzes, der – bei Zustimmung und Garantie des deutschen Kaisers – die Regentschaft des Großherzogs Peter von Oldenburg vorsah. Voraussetzung war die absehbare weitere Verhinderung des rechtmäßigen Thronerben. Der Großherzog machte eine Übernahme des Amtes von folgenden drei Voraussetzungen abhängig:
Zustimmung des Kaisers
Zustimmung Georgs V.
Zustimmung des Oldenburgischen Landtags
Bismarck hatte kein Interesse daran, die indirekte Anerkennung der Ansprüche der hannoverschen Welfen zu akzeptieren.
U. a. daher kam die im Gesetzentwurf enthaltene Voraussetzung der Zustimmung des Kaisers nicht zustande. Der Braunschweigische Landtag beschloss daraufhin 1874, „die Voranordnung einer Regentschaft einstweilen ruhen zu lassen“. In der folgenden Zeit wurde die Angelegenheit nicht weiterverfolgt, weil andere Aufgaben mit Vorrang behandelt werden mussten. Nach dem Tode Georgs V. im Jahre 1878 und dem Festhalten seines Sohnes an dem Anspruch des Hauses Hannover verstärkte sich bei den Repräsentanten des Landes Braunschweig der Wunsch nach klaren Verhältnissen. Aber erst als die braunschweigische Regierung Preußen davon überzeugt hatte, dass sie nicht beabsichtige, die Ansprüche der hannoverschen Welfen zu sichern, ließen sich der Kaiser und der Reichskanzler für ein Regentschaftsgesetz gewinnen.
In den Gesprächen Herzog Wilhelms und seines Ministers Schulz mit dem preußischen Gesandten Prinz Gustav zu Ysenburg brachte der Herzog bereits Prinz Albrecht von Preußen als künftigen Regenten ins Gespräch, der dieses Amt später tatsächlich übernahm. Auf Wunsch Herzog Wilhelms wurde schließlich 1879 ein neuer Entwurf eines Regentschaftsgesetzes in den Landtag eingebracht. Am 16. Februar 1879 erließ der Herzog mit Zustimmung der Landesversammlung das Gesetz, die provisorische Ordnung der Regierungsverhältnisse bei einer Thronerledigung betreffend, als Ergänzung der Landesverfassung.

## Das Regentschaftsgesetz
Verfasst wurde das Gesetz von Staatsminister Eduard Trieps. Das Gesetz galt gem. § 1 bei künftig eintretenden Thronerledigungen, falls „der erbberechtigte Thronfolger zum sofortigen Regierungsantritte irgendwie behindert sein sollte“. In diesem Fall sollte „eine provisorische Regierung des Landes durch einen Regentschaftsrath eintreten“. Der Regentschaftsrat führt die Regierung grundsätzlich mit allen Rechten und Pflichten einer Regierungsverwesung (§ 4). Die provisorische Regierung endet, wenn der nicht mehr an der Ausübung der Regierung verhinderte Thronfolger die Regierung übernommen hat oder bei andauernder Verhinderung ein zur Regentschaft Berechtigter die Regentschaft übernommen hat (§ 5). § 6 Satz 1 lautet:

„Sollte der Regierungsantritt des Thronfolgers oder die Übernahme der Regierungsgeschäfte durch einen berechtigten Regenten nicht innerhalb eines Jahres seit der Thronerledigung Statt gefunden haben, so wählt die Landesversammlung den Regenten auf Vorschlag des Regentschaftsraths aus den volljährigen, nicht regierenden Prinzen der zum Deutschen Reiche gehörenden souverainen Fürstenhäuser, welche sodann die Regierungsverwesung bis zum Regierungsantritt des Thronfolgers fortführt.“

## Mitglieder des Regentschaftsrates
Der Regentschaftsrat sollte aus den stimmführenden Mitgliedern des Herzoglichen Staats-Ministeriums, dem Präsidenten der Braunschweigischen Landtags (Landesversammlung) und dem Präsidenten des Obergerichts (künftig des Oberlandesgerichts) bestehen (§ 2 des Regentschaftsgesetzes).
- Erster Regentschaftsrat (1884–1885)
  - Hermann von Görtz-Wrisberg
  - Albert von Otto
  - Adolf Wirk
  - Karl Friedrich (gen. Fritz) von Veltheim (1824–1896)
  - Albert Schmid

- Zweiter Regentschaftsrat (1906–1907)
  - Albert von Otto
  - August Trieps
  - Adolf Hartwieg
  - Wilhelm Semler
  - Hans Wolf

## Die Zeit der Regentschaft

### Der erste Regentschaftsrat
Bereits am Todestage Herzog Wilhelms am 18. Oktober 1884 gab der preußische Generalmajor Richard von Hilgers, Chef des Braunschweiger Garnisonkommandos und Kommandeur der 40. Infanterie-Brigade folgende Erklärung bekannt:

„An die Bewohner des Herzogthums Braunschweig! 
 Nach den unbeerbten Hinscheiden Seiner Hoheit des Herzogs Wilhelm hat das Deutsche Reich vermöge des Bundesvertrages von 1867 und der Reichsverfassung die Frage zu prüfen, wer dem verstorbenen Herzoge als Reichsgenosse und Landesherr in Braunschweig folgen wird. Die verbündeten Regierungen werden zunächst im Bundesrathe über die Legitimation der Vertretung Braunschweigs in demselben zu entscheiden haben. Bis zur erfolgten Entscheidung wird Seine Majestät der Kaiser auf Grund des Bundesvertrages und der Art. 11 und 17 der Reichsverfassung darüber wachen, dass der rechtmäßigen Erledigung der Thronfolge nicht vorgegriffen, und dass die an der Person des Herzogs haftenden Reservatrechte sichergestellt werden. Zu diesem Zweck und im Hinblick auf Art. 4, Nr. 3 und 4 des Braunschweigischen Gesetzes vom 16. Februar 1879 hat Seine Majestät der Kaiser mir den Oberbefehl über die in dem Herzogthume stehenden Truppen übertragen. Ich habe denselben übernommen und fordere die Bewohner des Herzogthums im Namen Seiner Majestät des Kaisers auf, der Entscheidung des Reichs in dem Vertrauen entgegen zu sehen, dass die Rechte und die Zukunft ihres Landes unter dem Schutz des Reiches und seiner Verfassung stehen. [...]“

Pollmann zufolge wurde das Land Braunschweig durch „verfassungswidrige Geheimbefehle“ unter Kriegsrecht gestellt. Insbesondere sollte der Herzog von Cumberland verhaftet und in Magdeburg interniert werden, falls er seine Ansprüche persönlich im Lande geltend machen sollte.
Am selben Tage gab der Regentschaftsrat seine Konstituierung bekannt; er werde die provisorische Regierung nach Maßgabe des Gesetzes führen und die Landesversammlung unverzüglich einberufen. Auch der hannoversche Prätendent, Ernst August, Herzog von Cumberland, wurde aktiv. Er teilte ebenfalls am 18. Oktober dem Braunschweigischen Staatsministerium mit, die Nachfolge sei auf ihn übergegangen. Das beigefügte Patent möge das Staatsministerium mit dem Staatssiegel versehen, contrasignieren und in landesüblicher Weise veröffentlichen. Das Ministerium wies diese Forderung sowie das Ansinnen, dass Minister von Görtz-Wrisberg Ernst August in seinem Exil in Gmunden aufsuchen möge, mit Schreiben vom 22. Oktober zurück:

„Hierdurch will und kann selbstverständlich aber den eventuellen Ansprüchen Ew. Königlichen Hoheit auf die Thronfolge im Herzogthum in keiner Weise vorgegriffen werden, der Regentschaftsrath glaubt aber deren Geltendmachung bei Kaiser und Reich Eurer Königlichen Hoheit überlassen zu müssen.“

Herzog Wilhelm hatte in seinem Testament verfügt, dass Ernst August von Braunschweig-Lüneburg, der Herzog von Cumberland, die Thronfolge antreten solle. Da die Nachfolgefrage im Herzogtum Braunschweig aber auch als Frage der Reichsverfassung angesehen wurde, beschloss der Bundesrat am 2. Juli 1885 auf Antrag Preußens mehrheitlich, „dass die Regierung des Herzogs von Cumberland in Braunschweig, da derselbe sich in einem dem reichsverfassungsmäßig gewährleisteten Frieden unter Bundesgliedern widerstreitenden Verhältnissen zu dem Bundesstaat Preußen befindet, [...] mit den Grundprincipien der Bündnisverträge und der Reichsverfassung nicht vereinbar sei [...].“ Es wurde somit nicht das Nachfolgerecht der hannoverschen Linie an sich bestritten, sondern nur eine Behinderung in der Person des Prätendenten. Aufgrund der Machtverhältnisse konnte somit nur ein Regent gewählt werden, der Preußens Zustimmung fand, mehr noch, den Preußen auswählte. Da die Regierungstätigkeit des Regentschaftsrats auf ein Jahr begrenzt war, also bis zum 17. Oktober 1885, drängte die Zeit. Bismarck schlug zunächst Prinz Heinrich von Preußen, später Prinz Albrecht von Preußen, einen Neffen des Kaisers, vor. Nach des Kaisers Einwilligung wurde Graf Görtz dahingehend informiert, dass Prinz Albrecht der dem Kaiser genehmste Regentschaftskandidat sei.

### Die Regentschaft Prinz Albrechts
Der Landtag wählte Albrecht am 21. Oktober 1885 einstimmig zum Regenten. Am 2. November zog Albrecht feierlich in die Herzogsresidenz ein.

### Der zweite Regentschaftsrat
Nach dem Tode Prinz Albrechts am 12. September 1906 konstituierte sich der Regentschaftsrat unter Minister Albert von Otto. Der Herzog von Cumberland brachte seinen jüngsten, vom Streit mit Preußen unbelasteten, 1887 geborenen Sohn Ernst August als Thronfolger ins Spiel. Auf Betreiben Preußens beschloss der Bundesrat am 28. Februar 1907, dass, solange der Konflikt zwischen dem Hause Hannover und dem Bundesstaat Preußen bestehe, „auch die Regierung eines anderen Mitgliedes des Hauses Braunschweig-Lüneburg mit den Grundprinzipien der Reichsverfassung unvereinbar sei, selbst wenn dieses Mitglied für sich auf das frühere Königreich Hannover verzichte.“ Einen solchen Verzicht lehnte der Herzog von Cumberland jedoch ab. Minister von Otto favorisierte den jüngsten Sohn des bisherigen Regenten Albrecht, Prinz Friedrich Wilhelm. Die Landtagsmehrheit wollte jedoch nicht erneut einen Hohenzollern als Regenten, sondern sprach sich für Herzog Johann Albrecht von Mecklenburg aus. Dieser erklärte sich nach Abstimmung mit Reichskanzler Bernhard von Bülow und dem Kaiser zur Übernahme des Amtes bereit.

### Die Regentschaft Johann Albrechts
Am 28. Mai 1907 wählte der Landtag Herzog Johann Albrecht zum Regenten des Herzogtums Braunschweig.

### Beilegung des Welfenstreits und Ende der Regentschaftsära
Anlässlich des Unfalltodes von Georg Wilhelm von Braunschweig-Lüneburg, des ältesten Sohnes des Herzogs von Cumberland, kam es zu näheren Kontakten und einer Annäherung zwischen Welfen und Hohenzollern. Am 2. Juni 1912 begegnete der junge Ernst August, Bruder des verunglückten Prinzen, in Berlin der Kaisertochter Viktoria Luise von Preußen. Beide verliebten sich ineinander, und auch die beiden Herrscherhäuser erkannten den Vorteil, den ihnen eine Verbindung durch die Heirat beider bringen würde. Bereits am 24. Mai 1913 wurde in Berlin Hochzeit gefeiert. Nachdem der Herzog von Cumberland auf den braunschweigischen Thron verzichtet hatte, erkannte der Bundesrat am 28. Oktober 1913 in einer Plenarsitzung die Regierungsfähigkeit des Prinzen Ernst August an. Die Landesversammlung nahm befriedigt von der Wiederübernahme der Regierung durch das angestammte Herrscherhaus Kenntnis und am 1. November 1913 veröffentlichte das Braunschweigische Staatsministerium das Patent des Herzogs Ernst August zu seinem Regierungsantritt. Die Zeit der Regentschaft war beendet.
Einen Ansatz, den schwelenden Welfenstreit mittels einer Hochzeit beizulegen, hatten schon Reichskanzler Chlodwig zu Hohenlohe-Schillingsfürst und Außenamtschef Bernhard von Bülow verfolgt. Ihr Eheprojekt, zwischen Kaisersohn und Thronerbe Wilhelm und einer Schwester des nunmehrigen kaiserlichen Schwiegersohns, Ernst August von Braunschweig, war jedoch gescheitert.
Die monarchische Herrschaft über das Land Braunschweig endete am 8. November 1918 mit der Abdankung des Herzogs – einen Tag, bevor Reichskanzler Max von Baden die Abdankung Kaiser Wilhelms, des Schwiegervaters des Herzogs, verkündete.